# Pleurothyrium costanense
Pleurothyrium costanense är en lagerväxtart som beskrevs av H. van der Werff. Pleurothyrium costanense ingår i släktet Pleurothyrium och familjen lagerväxter. Inga underarter finns listade i Catalogue of Life.